# Schönholzerswilen
Schönholzerswilen ist eine politische Gemeinde und eine Ortschaft im Bezirk Weinfelden des Kantons Thurgau in der Schweiz. Die Gemeinde besteht aus vielen Weilern, u. a. Hagenwil, Leutenegg und Ritzisbuhwil, auf einem Rücken des Gabrisstocks zwischen Bürglen und Wil SG.
1803 bis 1964 bildeten die Ortsgemeinden Schönholzerswilen und Toos die Munizipalgemeinde Schönholzerswilen. 1964 vereinigten sich diese zur Einheitsgemeinde  Schönholzerswilen.

## Geschichte
Zahlreiche Funde von Steinbeilen, Grabhügeln und römischen Münzen belegen eine Besiedlung seit dem Neolithikum.

→ siehe Abschnitt Vorrömische Zeit im Artikel Toos

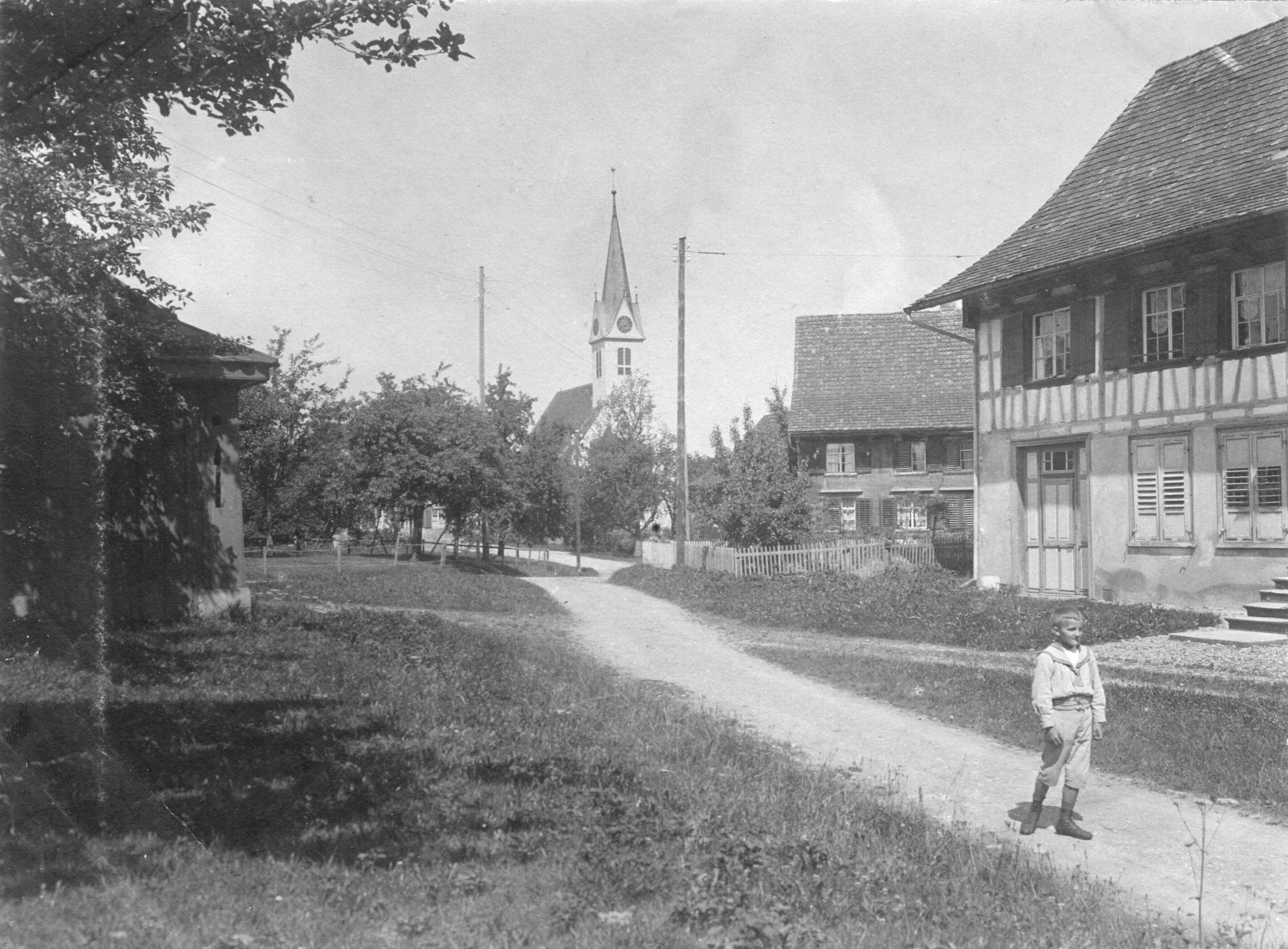
Schönholzerswilen um 1910 mit reformierter Kirche im Hintergrund

Schönholzerswilen wurde 857 vermutlich als Wichrammeswilare, 1216 als Wilær und 1693 als Schönholtzerß Wÿlen erwähnt. Schönholzerswilen war, ehe das Kloster St. Gallen 1439 das niedere Gericht erwarb, eine Besitzung des Ulrich von St. Johann. St. Gallen verband Schönholzerswilen mit Heiligkreuz, Wuppenau und halb Toos zum sogenannten Berggericht, während einige Höfe, u. a. in Hagenbuch, Metzgersbuhwil und Wartenwil, bis 1798 zum Freigericht Thurlinden gehörten. 1798 bis 2010 war Schönholzerswilen Teil des Bezirks Tobel bzw. ab 1871 des Bezirks Münchwilen.
Schönholzerswilen bildete 1275 wohl eine Pfarrei, sank aber vor 1508 zu einer Kaplanei Bussnangs ab. Die Pfarrei Bussnang übernahm die Reformation, doch erreichte der Abt von St. Gallen 1564, dass die Filiale katholisch blieb. Nach Bussnang pfarrgenössig, gingen die Reformierten ab 1677 zur Predigt nach Neukirch. Nach dem Vierten Landfrieden errichteten sie 1714 eine Kirche. 1718 erhielten sie von Zürich als Kollator, dessen Amt bis 1843 bestehen blieb, einen Pfarrer. Die Katholiken waren später nach Wuppenau pfarrgenössig, 1820 wurde in Schönholzerswilen eine Kaplanei, 1854 eine Pfarrei eingerichtet. 1561 bis 1607 bestand auf dem Nollenberg ein Dominikanerinnenkloster.
In Schönholzerswilen waren lange Acker-, Wiesen- und Obstbau vorherrschend. Viehzucht und Milchwirtschaft gewannen erst im 19. Jahrhundert, als auch 1864 die erste Käserei eröffnet wurde, an Bedeutung. Die letzte der vier Stickereien, die 1878 insgesamt 84 Personen beschäftigten, schloss 1922. Daneben gab es nach 1920 eine Lorrainestickerei. Die Einwohnerzahl nahm 1950 bis 1970 um fast 20 % ab; so blieb Schönholzerswilen ein weitgehend intaktes Bauerndorf, in dem der erste Wirtschaftssektor auch 2005 noch 66 % der Arbeitsplätze stellte.
→ siehe auch Abschnitt Gemeinde (Geschichte) im Artikel Toos

## Wappen
Blasonierung: In Blau auf schwebendem gelbem Neunberg (5/4) ein schreitender gelber Bär.
Bis 1798 gehörte Schönholzerswilen zum Berggericht der Abtei St. Gallen. Der St. Galler Bär über dem Berg ist der sprechende Ausdruck dieses Verhältnisses. Die Farben Gelb und Blau gehen auf die Herren von Wunnenberg zurück, die in Schönholzerswilen ansässig waren

## Bevölkerung
| Hier fehlt eine Grafik, die leider im Moment aus technischen Gründen nicht angezeigt werden kann. Wir arbeiten daran! |

|                   | 1831  | 1850  | 1900  | 1950  | 1960  | 1980  | 2000  | 2010  | 2018  | 2023  |
| ----------------- | ----- | ----- | ----- | ----- | ----- | ----- | ----- | ----- | ----- | ----- |
| Einheitsgemeinde  |       |       |       |       |       | 700   | 731   | 765   | 866   | 889   |
| Munizipalgemeinde |       | 1110  | 946   | 888   | 804   |       |       |       |       |       |
| Ortsgemeinde      | 870   | 903   | 798   | 762   | 695   |       |       |       |       |       |
| Quelle            | [ 7 ] | [ 7 ] | [ 7 ] | [ 7 ] | [ 7 ] | [ 6 ] | [ 6 ] | [ 6 ] | [ 6 ] | [ 9 ] |

Von den insgesamt 889 Einwohnern der Gemeinde Schönholzerswilen am 31. Dezember 2023 waren 95 bzw. 10,7 % ausländische Staatsbürger. 377 (42,4 %) waren evangelisch-reformiert und 288 (32,4 %) römisch-katholisch.

## Wirtschaft
Im Jahr 2016 bot Schönholzerswilen 219 Personen Arbeit (umgerechnet auf Vollzeitstellen). Davon waren 45,5 % in der Land- und Forstwirtschaft, 13,0 % in Industrie, Gewerbe und Bau sowie 41,5 % im Dienstleistungssektor tätig.

## Persönlichkeiten
- Johann Jakob Steinbrüchel (1729–1796), auch Steinbrychel, reformierter Geistlicher und Theologe sowie klassischer Philologe
- David Breitinger (1737–1811), Mathematiker
- Ernst Graf (1886–1937), Musiker, Musikpädagoge
- Paul Vollenweider (1888–1962), Oberfeldarzt der Armee

## Sehenswürdigkeiten
Das Dorf Schönholzerswilen ist im Inventar der schützenswerten Ortsbilder der Schweiz aufgelistet.
Das Bruederloch ist eine kleinere Sandsteinhöhle oberhalb des Dorfes. Bei der Höhle liegt eine Feuerstelle. Die Höhle, die über mehrere Räume und eine Quelle verfügt, kann man besichtigen.

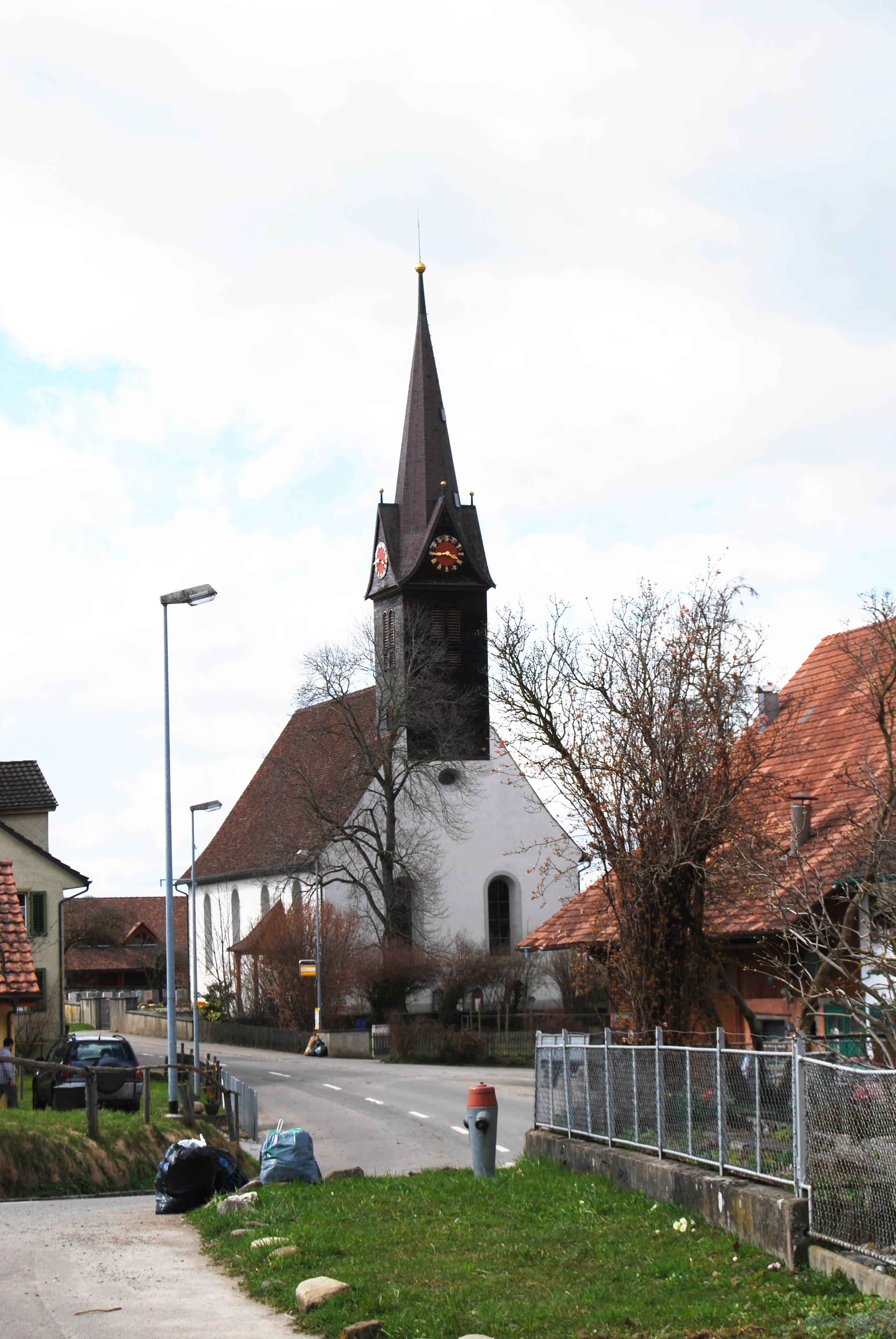
Reformierte Kirche
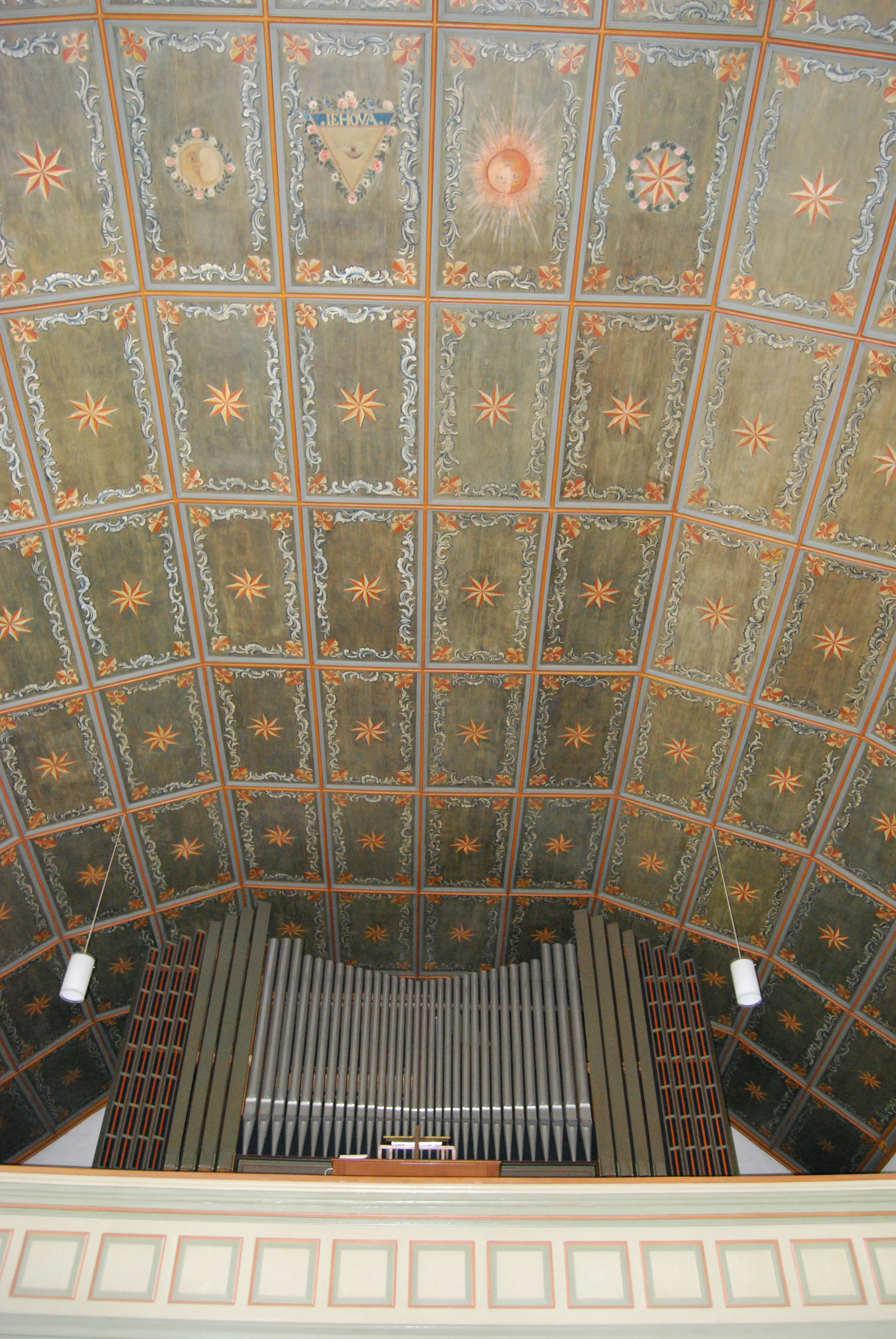
Holzdecke der reformierten Kirche
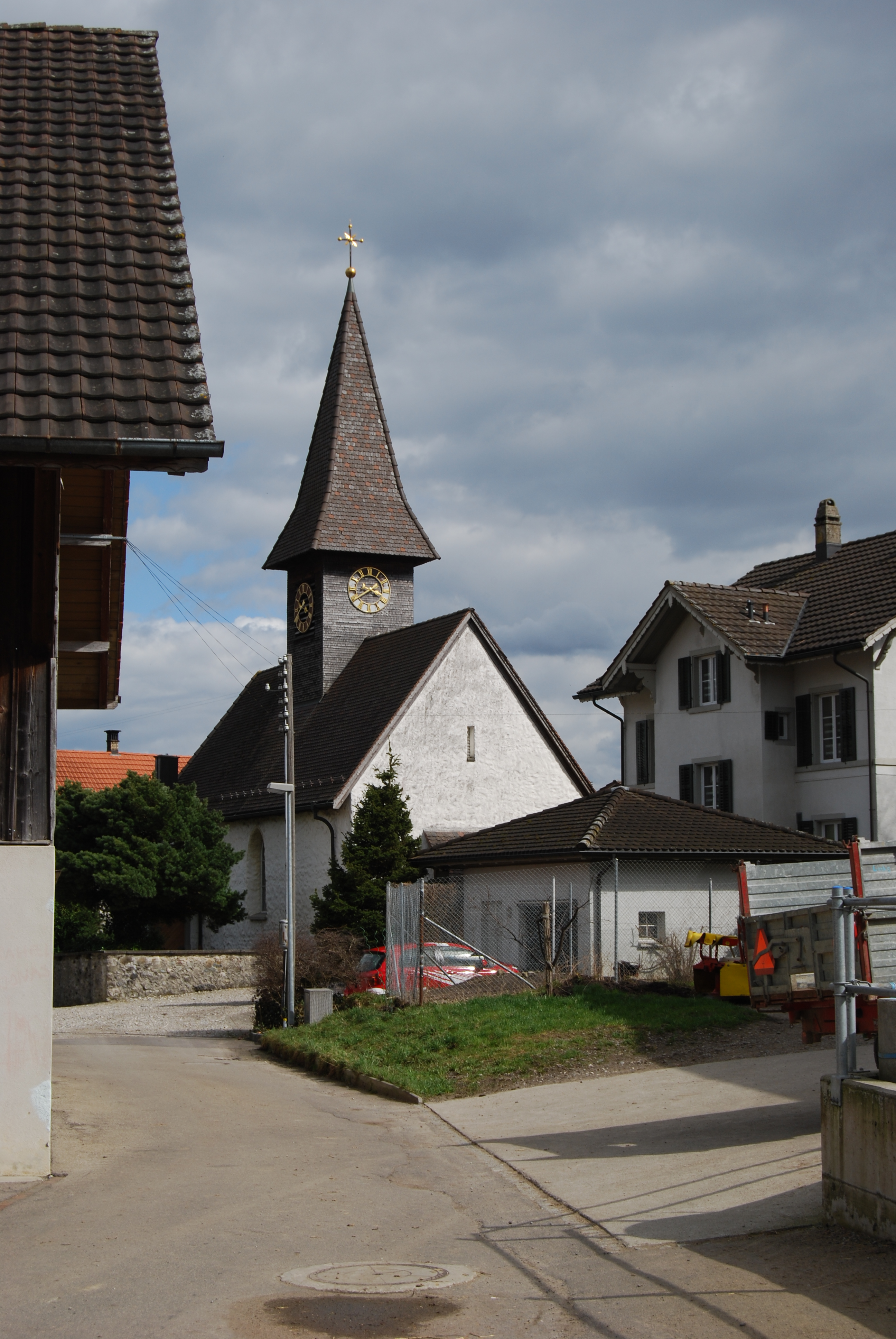
Katholische Kirche
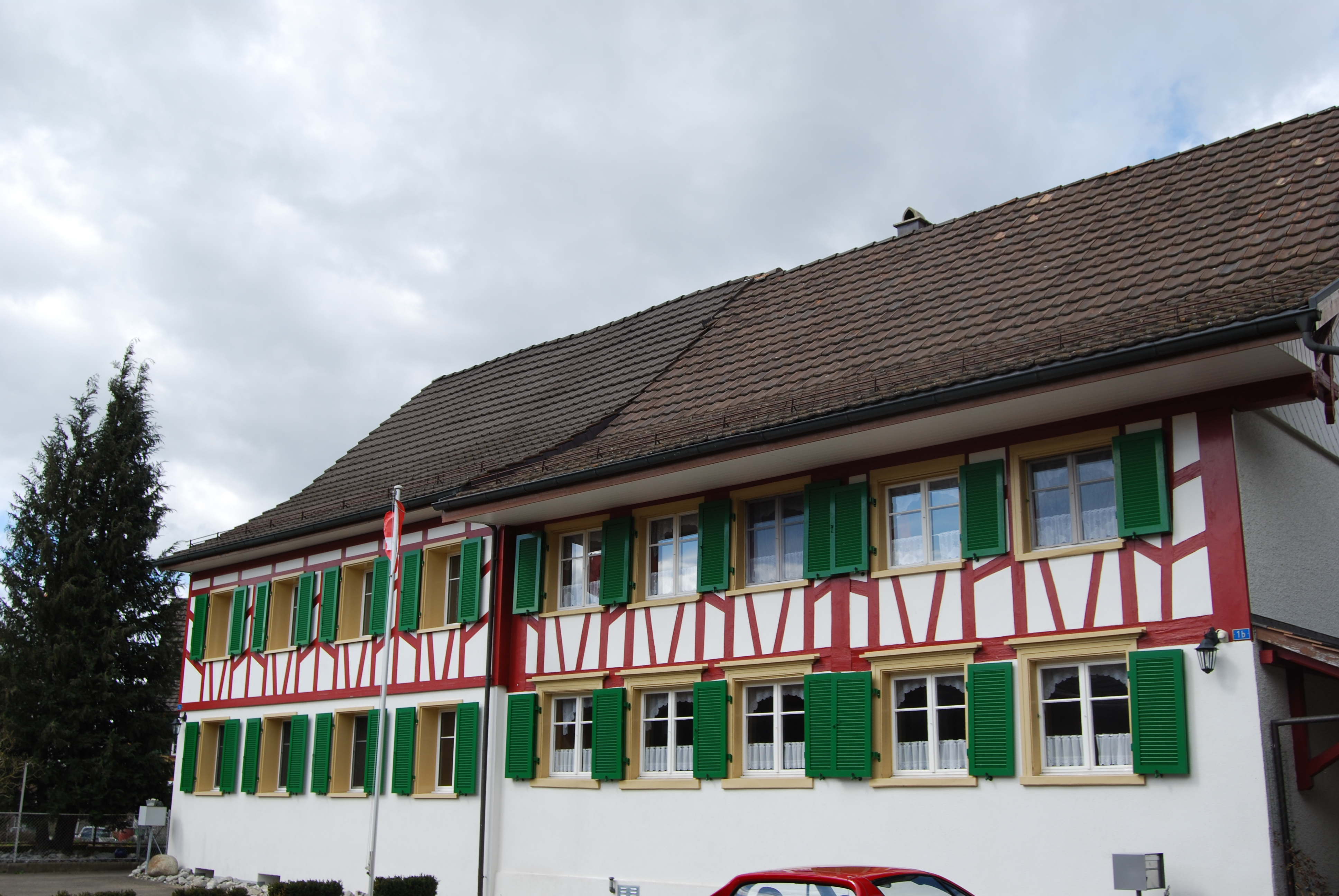
Fachwerkhaus im Dorfzentrum